# Fuensanta
Fuensanta es un municipio español situado al sureste de la península ibérica, en la provincia de Albacete, dentro de la comunidad autónoma de Castilla-La Mancha. Pertenece a la mancomunidad de la Mancha del Júcar-Centro y está rodeado por los términos municipales de La Roda, Tarazona de la Mancha y por la provincia de Cuenca. En 2020 contaba con 291 habitantes según los datos oficiales del INE. Dista 37 km de la capital provincial y ocupa una extensión de 23,96 km².

## Geografía
- Altitud: 732 m s. n. m.
- Latitud: 39°14′43″ N
- Longitud: 2°4′9″ O

## Historia

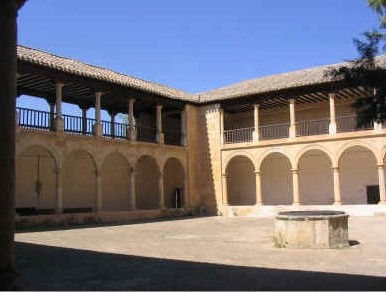
Claustro del convento trinitario situado en Fuensanta.

Tras una supuesta aparición mariana en 1482, que habría dado lugar al nacimiento de una fuente o manantial, se funda una pequeña ermita que inicialmente perteneció a la población de La Roda. La fundación de los padres trinitarios se remonta a 1558, cuando, por parte de D. Juan Carrasco, natural de La Roda: se dona unas casas para la sustentación y fundación del futuro convento, así como dinero en su defensa. Hacia 1561 la Orden Trinitaria consiguió comprar la ermita para edificar un monasterio, tras un largo conflicto con la parroquia de La Roda.
Con el tiempo la gente de los alrededores empezó a acudir a recibir baños en la fuente santa, y se fue creando a su alrededor una pequeña aldea que daría lugar al nacimiento de la población. En 1579 contaba con 20 vecinos, y en 1671 ya había 40, los cuales consiguieron su segregación de La Roda y su constitución en villa independiente, tras el pago de 337.500 maravedíes al rey. La Roda inició un pleito contra esta decisión, que acabó con la confirmación de la segregación de la Fuen Santa en 1672.
Con la desamortización española de los bienes de la Iglesia católica, a principios del siglo XIX, el monasterio de los Trinitarios quedó abandonado, pasando con el tiempo a ser propiedad del Ayuntamiento, mientras su templo se convertiría en parroquia local, en sustitución de la antigua.

## Geografía humana

### Demografía
Cuenta con una población de 287 habitantes (INE 2024).
| Gráfica de evolución demográfica de Fuensanta entre 1842 y 2021                                                       |
| |
| Población de derecho según los censos de población del INE. Población de hecho según los censos de población del INE. |

## Patrimonio
El principal monumento de la localidad de Fuensanta es el antiguo convento de los frailes trinitarios, en la iglesia del cual se venera la imagen de Nuestra Señora de los Remedios de Fuensanta. Actualmente el complejo conventual está formado por dos partes, la iglesia, que es la parroquia, y el claustro, de propiedad municipal. 

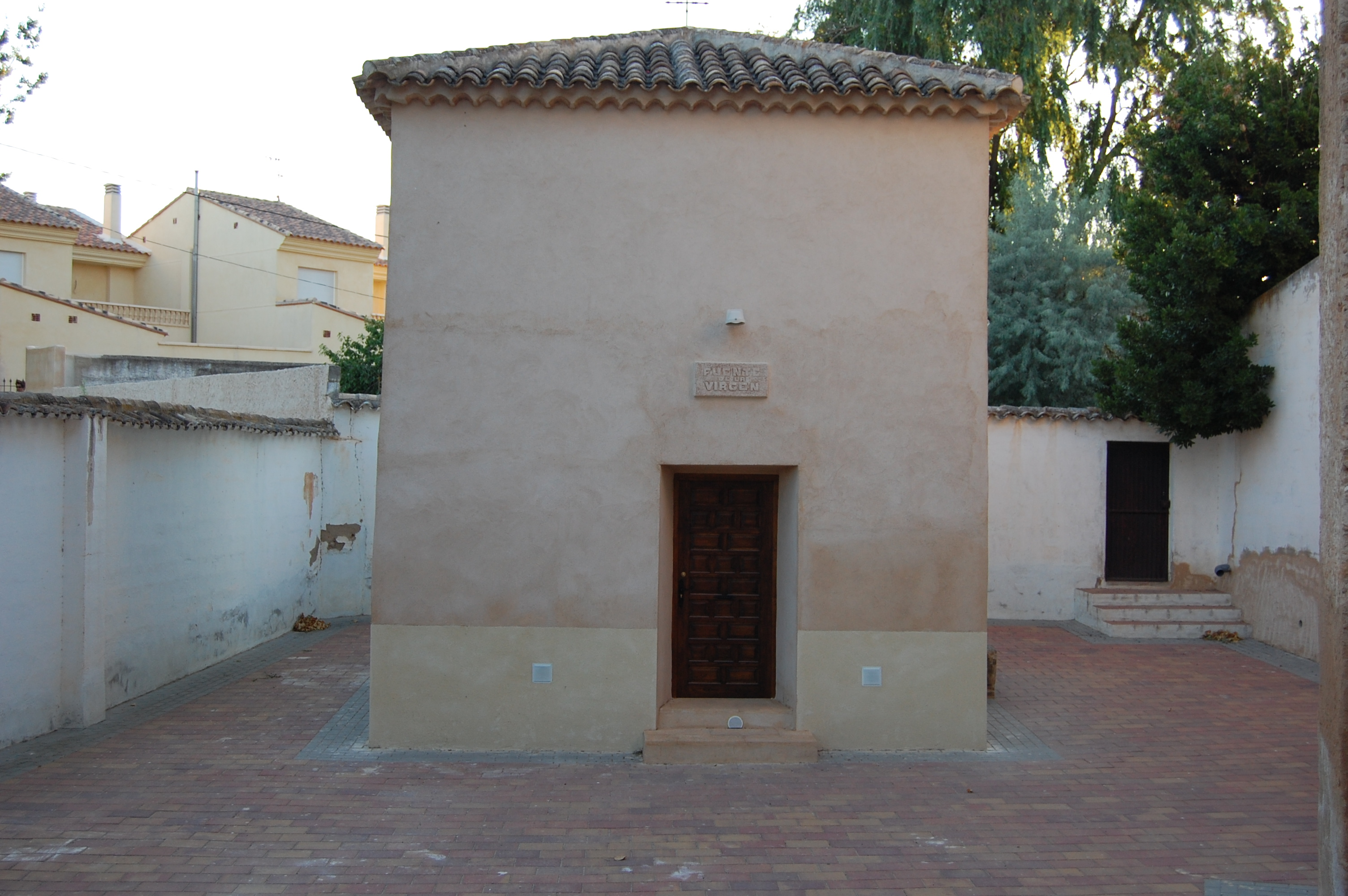
Lugar donde se apareció la Virgen de los Remedios.

El templo está formado por una planta rectangular cubierta de bóvedas de lunetos, en el crucero se eleva una cúpula sobre pechinas, la cual está adornada con medallones de santos trinitarios en relieve de yeso policromado. El camarín del templo donde se custodia la imagen está cubierto por una cúpula sobre pechinas con decoración pictórica barroca. La portada es de construcción sencilla, de estilo barroco. El claustro fue construido en el siglo XVI, posee un amplio espacio cuadrado con doble galería porticada; el bajo con arcos de medio punto y el superior con columnas que sostienen dinteles.
En los antiguos huertos del convento se conserva una pequeña capilla, de gran devoción entre la población, ya que fue en la fuente de su interior donde se habría dado la supuesta aparición de la Virgen.

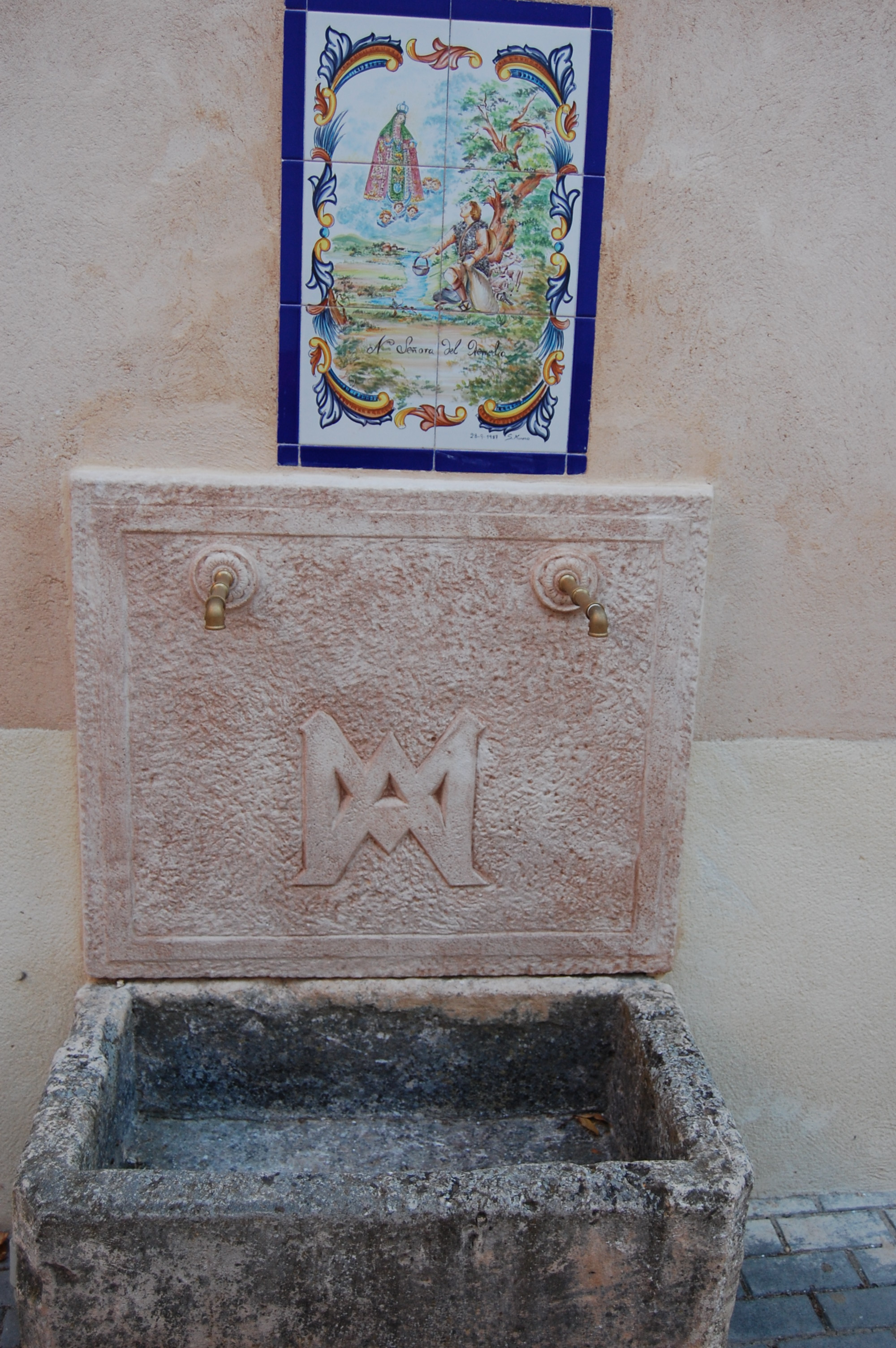
Caños de la fuente.

Otro edificio religioso de la villa de Fuensanta es la antigua parroquia de San Gregorio Nacianceno, construcción del siglo XVII que actualmente es una propiedad particular convertida en almacén.
Existe en la villa una antigua casa barroca del siglo XVIII, actualmente dividida en tres casas particulares, en la que destaca su fachada rococó y una buena rejería. También existe un palacete de estilo modernista conocido como Villa Manolita o Casa de los Mañas que se reformó en el año 2003 para convertirla en un albergue rural.

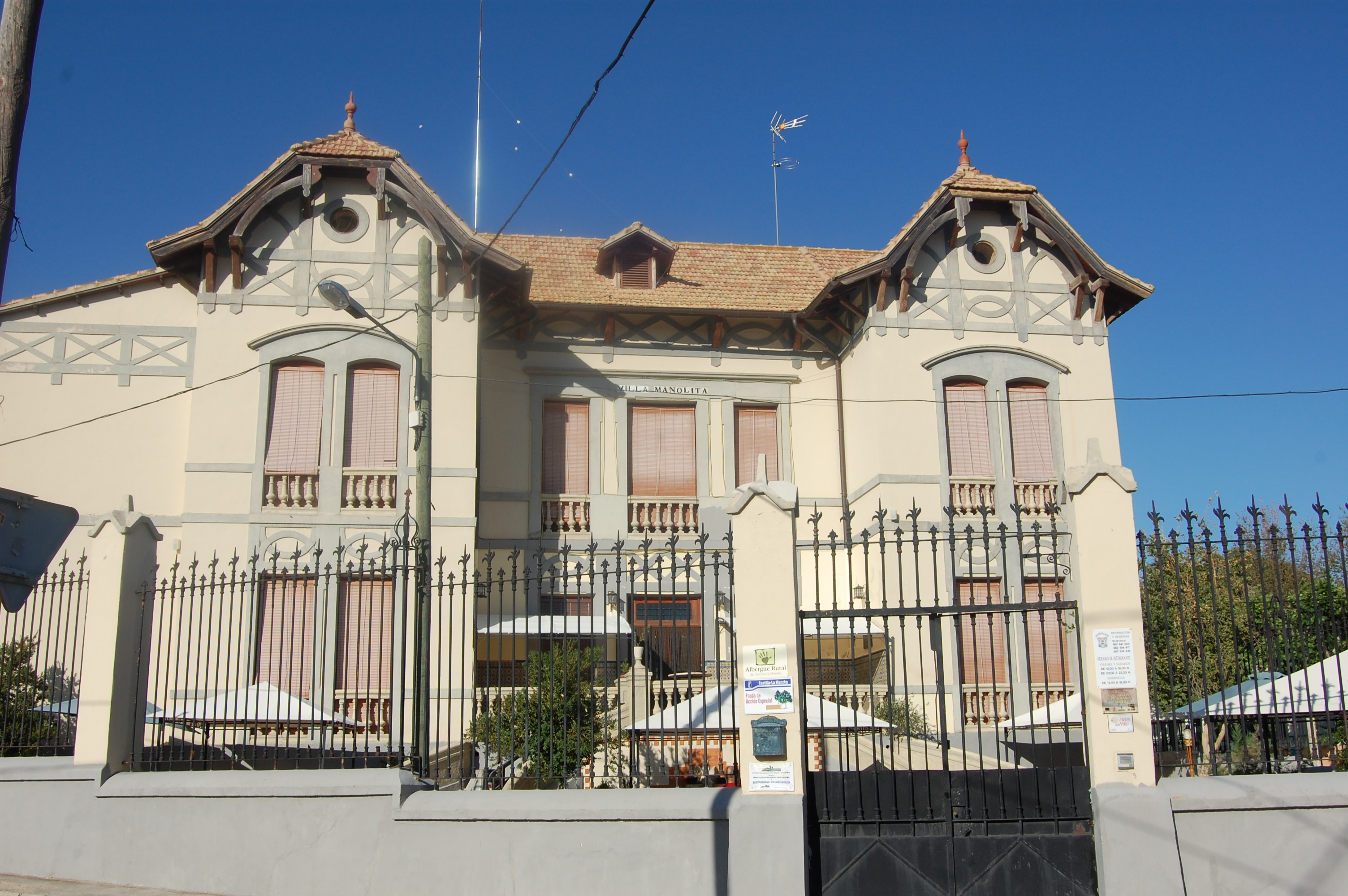
Actualmente albergue Villa Manolita.

En la calle Huertas se sitúa un arco que, según la tradición local, sería una construcción de época árabe, aunque no existe ninguna prueba de ello, y en cualquier caso fue reconstruido en 2004. El arco estaba construido a base de piedra viva plana y de mortero de arena y cal.

## Fiestas
- 9 de mayo: San Gregorio Nacianceno.
- El domingo siguiente a San Gregorio: romería de la Virgen de los Remedios hasta La Roda.
- Tres semanas después: romería de vuelta de la Virgen a Fuensanta.
- Semana cultural del 9 al 15 de agosto.
- 8 de septiembre: feria de la Virgen de los Remedios.